# Schack August Steenberg Krogh
Schack August Steenberg Krogh (Grenaa, 15 novembre 1874 – Copenaghen, 13 settembre 1949) è stato un fisiologo danese Premio Nobel nel 1920.

## Biografia
Nato da una famiglia di origine rom, è stato docente di zoologia all'Università di Copenaghen, incentrò i suoi studi sugli scambi respiratori e sulla funzione dei capillari nell'apparato circolatorio. In base agli studi effettuati pervenne all'ideazione di un apparecchio capace di determinare il metabolismo basale dell'organismo, ovvero del suo dispendio di energia in stato di riposo.

## Riconoscimenti
- Venne insignito del Premio Nobel per la medicina nel 1920.
- Gli è stato dedicato il cratere lunare Krogh.